# Cryptanthus lacerdae
Espèce
Cryptanthus lacerdae est une espèce de plantes de la famille des Bromeliaceae, endémique du Brésil et décrite en 1882 par le botaniste autrichien Franz Antoine, ou par Auguste van Geert la même année.

## Distribution
L'espèce est endémique de l'État de Bahia à l'est du Brésil.

## Description
Selon la classification de Raunkier, l'espèce est hémicryptophyte.